# Chalcis (Thrace)
Pour les articles homonymes, voir Chalcis (homonymie).
Chalcis (en grec ancien Χαλκίς / Khalkís) est une ville de Thrace, colonie Eubéenne fondée au VIIIe siècle av. J.-C., chef-lieu de la Chalcidique, en Macédoine.

## Personnalités liées à la ville
- Xénophile de Chalcis y est né.

## Sources
- Le grand dictionnaire géographique et critique : Vol. 3, par Antoine-Augustin Bruzen de La Martinière (1737)